# Oberscheckenbach
Oberscheckenbach ist ein Gemeindeteil der Gemeinde Ohrenbach im Landkreis Ansbach (Mittelfranken, Bayern). Die Gemarkung Oberscheckenbach hat eine Fläche von 5,534 km². Die Gemarkung ist in 393 Flurstücke aufgeteilt, die eine durchschnittliche Fläche von 14.082,32 m² haben. In ihr liegt neben dem namensgebenden Ort der Gemeindeteil Gumpelshofen.

## Geografie
Das Kirchdorf liegt auf freier Flur, etwa einen Kilometer südwestlich des namengebenden Hauptorts der Gemeinde am Gickelhäuser Bach (am Oberlauf Scheckenbach genannt), ein rechter Tauber-Zufluss, der südwestlich entwässert. Die Staatsstraße 2419 führt nach Reichardsroth (2,8 km nördlich) bzw. an Gumpelshofen vorbei nach Reichelshofen (2,7 km südlich). Die Kreisstraße AN 32 führt nach Gickelhausen (2 km westlich) bzw. nach Ohrenbach (0,9 km nordöstlich). Eine Gemeindeverbindungsstraße führt nach Adelshofen zur AN 8 (3,3 km südwestlich). Durch Oberscheckenbach führt der 16 km lange Glaubensweg, an dem christliche Symbolsteine aus fränkischem Muschelkalk aufgestellt sind.

## Geschichte
Ursprünglich hieß der Ort „Scheckenbach“. Um eine Verwechslung mit „Scheckenbach an der Tauber“ (=Tauberscheckenbach) zu vermeiden, wurde er später auch als „Scheckenbach auf der Ebene“ oder als „Oberscheckenbach“ bezeichnet. Vermutlich wurde er schon vor dem 8. Jahrhundert gegründet. Als die Herren von der Roten Burg im 8. Jahrhundert für die Neubekehrten eine Kapelle stifteten, gab es den Ort bereits.
1306 verkaufte Albert von Hohenloch seine Güter an das Kloster Heilsbronn.
Die Kapelle wich im Spätmittelalter einer Chorturmanlage, der St. Kilianskirche, die eine Filiale von St. Johannis (Ohrenbach) war. Im Dreißigjährigen Krieg wurde die Kirche schwer beschädigt. 1667 mussten Turm und Langhaus zum großen Teil abgetragen und neu errichtet werden, der Turm wurde dabei um ein Stockwerk niedriger gehalten. 1891 wurde ein Friedhof um die Kirche angelegt.
Unter Führung des französischen Generals Ezéchiel de Mélac haben im November 1688 französische Mordbrenner 12 Häuser angezündet und einen Schaden von mindestens 4285 Gulden angerichtet.
Mit dem Gemeindeedikt Anfang des 19. Jahrhunderts wurde Oberscheckenbach dem Steuerdistrikt Ohrenbach zugewiesen. Wenig später entstand die Ruralgemeinde Oberscheckenbach. Sie war in Verwaltung und Gerichtsbarkeit dem Landgericht Rothenburg zugeordnet und in der Finanzverwaltung dem Rentamt Rothenburg ob der Tauber (1919 in Finanzamt Rothenburg ob der Tauber umbenannt). Gumpelshofen wurde erst später, jedoch vor 1840 von Ohrenbach nach Oberscheckenbach umgemeindet. Ab 1862 übernahm das Bezirksamt Rothenburg ob der Tauber die Verwaltung (1939 in Landkreis Rothenburg ob der Tauber umbenannt) und das Stadt- und Landgericht Rothenburg ob der Tauber die Gerichtsbarkeit (1879 in Amtsgericht Rothenburg ob der Tauber umbenannt). Die Gemeinde Oberscheckenbach hatte 1964 eine Gebietsfläche von 5,548 km². Im Zuge der Gebietsreform in Bayern wurde diese am 1. Januar 1972 nach Ohrenbach eingemeindet.

### Baudenkmäler
In Oberscheckenbach gibt es drei Baudenkmäler:
- Haus Nr. 4: Ehemaliges Wohnstallhaus
- Haus Nr. 13: Ehemaliges Wohnstallhaus
- Haus Nr. 20: Evang.-luth. Filialkirche St. Kilian

### Bodendenkmäler
In der Gemarkung Oberscheckenbach gibt es 15 Bodendenkmäler.

### Einwohnerentwicklung
Gemeinde Oberscheckenbach
| Jahr      | 1818  | 1840   | 1852   | 1855   | 1861   | 1867   | 1871   | 1875   | 1880   | 1885   | 1890   | 1895   | 1900   | 1905   | 1910   | 1919   | 1925   | 1933   | 1939   | 1946   | 1950   | 1952   | 1961   | 1970   |
| Einwohner | 129   | 192    | 202    | 195    | 184    | 166    | 196    | 195    | 227    | 214    | 204    | 198    | 190    | 202    | 196    | 209    | 200    | 202    | 175    | 349    | 333    | 308    | 200    | 216    |
| Häuser    | 18    | 33     |        |        |        |        | 35     |        |        | 35     | 38     |        | 37     |        |        |        | 39     |        |        |        | 38     |        | 37     |        |
| Quelle    | [ 8 ] | [ 10 ] | [ 16 ] | [ 16 ] | [ 17 ] | [ 18 ] | [ 19 ] | [ 20 ] | [ 21 ] | [ 22 ] | [ 23 ] | [ 16 ] | [ 24 ] | [ 16 ] | [ 25 ] | [ 16 ] | [ 26 ] | [ 16 ] | [ 16 ] | [ 16 ] | [ 27 ] | [ 16 ] | [ 11 ] | [ 28 ] |

Ort Oberscheckenbach
| Jahr      | 001818 | 001840 | 001861 | 001871 | 001885 | 001900 | 001925 | 001950 | 001961 | 001970 | 001987 |
| Einwohner | 129    | 112    | 117    | 129    | 145    | 128    | 131    | 225    | 135    | 149    | 136    |
| Häuser    | 18     | 22     |        |        | 23     | 24     | 26     | 27     | 26     |        | 32     |
| Quelle    | [ 8 ]  | [ 10 ] | [ 17 ] | [ 19 ] | [ 22 ] | [ 24 ] | [ 26 ] | [ 27 ] | [ 11 ] | [ 28 ] | [ 1 ]  |

## Religion
Der Ort ist seit der Reformation evangelisch-lutherisch geprägt und bis heute nach St. Johannes der Täufer (Ohrenbach) gepfarrt. Die Einwohner römisch-katholischer Konfession sind nach St. Johannis (Rothenburg ob der Tauber) gepfarrt.

## Bildung
- Grundschule mit ca. 130 Schülern

## Veranstaltungen
Im November feiert die Gemeinde Oberscheckenbach Kirchweih. 2014 fand, nach 15 Jahren Pause auch wieder ein Kirchweihumzug mit sechs Wägen statt.